# Comisión Nacional de Búsqueda de Desaparecidos
La Comisión Nacional de Búsqueda de Desaparecidos es un instrumento de "verdad, justicia y reparación" surgido históricamente en países escenarios de crímenes de desaparición forzada de personas y reconocido como tal por la jurisprudencia internacional -particularmente la de la Corte Interamericana de Derechos Humanos, pero también la del Tribunal Europeo de Derechos Humanos, que ha reconido igualmente el deber de todo Estado de Derecho miembro del Consejo de Europa de emprender una "investigación oficial efectiva e independiente" ante crímenes de desaparición forzada de personas.

## Diferencia con otros institutos
Una Comisión Nacional de Búsqueda de Desaparecidos no es una Comisión de la Verdad (Así en el caso argentino igualmente referido la Comisión Nacional sobre la Desaparición de Personas, CONADEP), ni tampoco la sustituye, o resulta incompatible con la misma. De hecho sus objetos son diferentes en tanto que la Comisión Nacional de Búsqueda de Desaparecidos va dirigida a la reparación de las familias y de los propios desaparecidos - en especial en el caso en que estos últimos puedan seguir con vida como en el caso de las desapariciones forzadas infantiles conocidas como casos de niños perdidos -, mientras que, por su parte, la Comisión de la Verdad busca la reparación de la propia sociedad escenaro de tales crímenes mediante la revelación de la verdad y la garantía de no repetición de los mismos.

## Colombia
La Comisión Nacional de Búsqueda de Desaparecidos de Colombia fue creada por Ley en 2000; sin embargo, hasta 2007 fue reglamentada su funcionamiento. En la actualidad (febrero 2014) su presencia web está desactivada y los informes que ha publicado no están accesibles en Internet. No obstante, el Instituto de Medicina Legal y algunas organizaciones no gubernamentales han informado sobre la labor de la Comisión. Medicina Legal administra además el Registro Nacional de Desaparecidos.